# Alt Camp

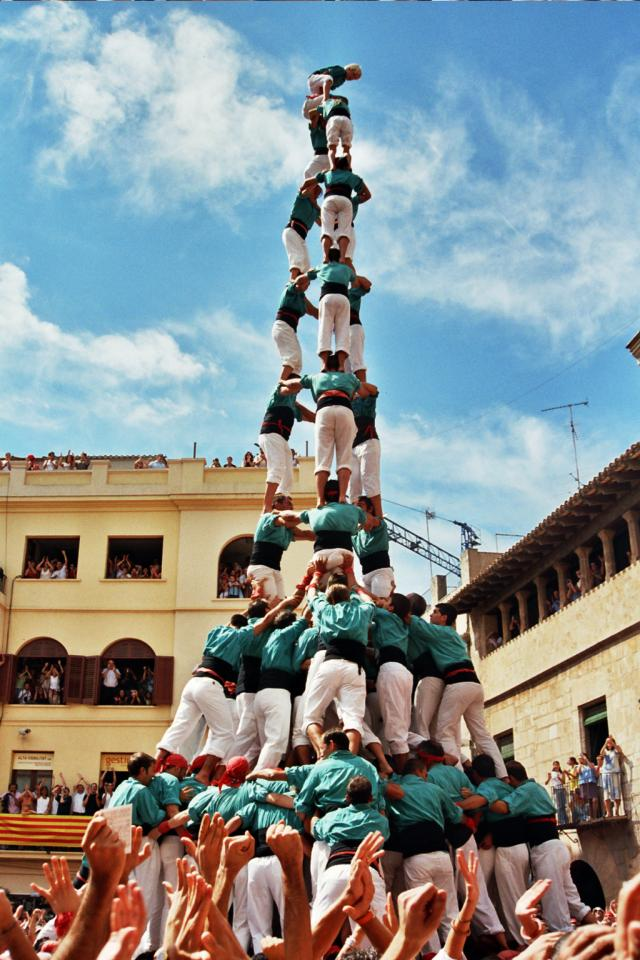
Castells – charakterystyczna dla comarki rozrywka

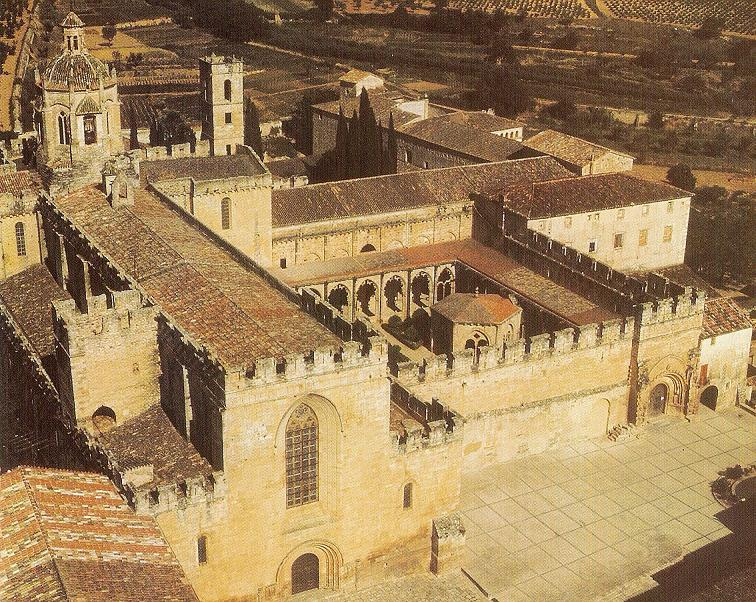
Klasztor w Santes Creus w gminie Aiguamúrcia

Alt Camp – comarca (powiat) w Hiszpanii, w Katalonii w prowincji Tarragona. Jej stolicą i największym miastem jest Valls. Ma 544,7 km² powierzchni i 35 635 mieszkańców.

## Gminy

Podział na gminy.

- Aiguamúrcia – 719
- Alcover – 4405
- Alió – 384
- Bràfim – 636
- Cabra del Camp – 859
- Figuerola del Camp – 319
- Els Garidells – 189
- La Masó – 285
- El Milà – 177
- Mont-ral – 180
- Montferri – 225
- Nulles – 369
- El Pla de Santa Maria – 1903
- El Pont d'Armentera – 596
- Puigpelat – 789
- Querol – 359
- La Riba – 679
- Rodonyà – 462
- El Rourell – 313
- Vallmoll – 1413
- Valls – 22851
- Vila-rodona – 1117
- Vilabella – 789